# Bonobo (informatyka)
Bonobo to technologia umożliwiająca osadzanie komponentów oprogramowania i złożone dokumenty w środowisku GNOME. Technologia ta była inspirowana na technologii OLE w Microsoft Windows i jest podobna do tego mechanizmu. Analogiczną technologią do Bonobo jest KParts w KDE. Bonobo bazuje na architekturze CORBA.

Obecnie jest uznane za przestarzałe i nieużywane (w nowych aplikacjach). Zostało zastąpione m.in. przez D-BUS.